# .300 Remington Ultra Mag
Die Patrone .300 Remington Ultra Magnum ist eine leistungsstarke und sehr präzise Patrone für Büchsen. Im zivilen Bereich wird sie hauptsächlich bei der Jagd eingesetzt. Im deutschen Nationalen Waffenregister (NWR) wird die Patrone unter Katalognummer 2073 unter der Bezeichnung .300 RUM (ohne Synonyme) geführt.

## Entwicklung
Remington führte die Patrone 1999 ein. Die .300 Remington Ultra Magnum basiert auf der .404 Jeffrey-Hülse und kommt ohne Gürtel aus. Durch die steile Hülsenschulter und eine fast zylindrische Form konnte das Volumen für das Treibladungspulver vergrößert werden, was der Rasanz der Patrone zugutekam.